# Milan Kunc
Milan Kunc (* 27. listopadu 1944 Praha) je český malíř, dnes známý v mnoha zemích včetně Německa, USA, či Itálie.

## Biografie
Narodil se v Praze, v letech 1964–1967 studoval na pražské Akademii výtvarných umění u profesora Karla Součka. V osmém semestru byl však vyhozen.
Roku 1969 odešel, jako mnoho jiných českých emigrantů, do Německa, kde studoval v letech 1970–1975 u profesora Josepha Beuyse a Gerharda Richtera. Tehdy vládla na düsseldorfské akademii, kde Beuys učil, velmi anarchistická nálada. V módě byly tehdy téměř neviditelné a zakomplexované kresby na toaletním papíru, Kunc však maloval velké obrazy, které zachycovaly vojáky Wehrmachtu nebo ruské vojáky. Koncem 70. let si Kunc vytvořil styl nazvaný ost-pop, což byla jeho vlastní varianta pop-artu. V roce 1979 založil společně s Peterem Angermannem a Janem Knapem skupinu NORMAL. Tato skupina malovala často na velké zdi jakoby graffiti, ale na vysokém stupni umění. Od roku 1985 se jeho styl překlonil spíše na neoklasicistní tematiku, koncem 90. let maloval obrazy s mysteriózní a přírodní tematikou.
Kunc žil v Kolíně nad Rýnem, Římě, New Yorku a Den Haagu, v roce 2004 se vrátil do Prahy.

## Výstavy (výběr)
- 1982 Kunsthalle Düsseldorf
- 1984 Von hier aus – Zwei Monate neue deutsche Kunst in Düsseldorf
- 1992 Belveder, Praha
- 2003 Große Kunstausstellung NRW, Museum Kunst Palast, Düsseldorf; Deichtorhallen, Hamburg; David Zwirner – New York
- 2005 Prague Biennale, Praha
- 2006 Galerie Caesar, Olomouc
- 2007 Dům umění města Brna, Brno
- 2013 Gyeonggi International Ceramic Biennale, Korea
- 2014 Gold Paintings (and sculptures). Galerie Caesar, Olomouc
- 2014 Museum Speerstra, Apples, Švýcarsko

### Ukázky díla
- Malba
- Kresba
- Objekty